# Resolució 601 del Consell de Seguretat de les Nacions Unides
La Resolució 601 del Consell de Seguretat de les Nacions Unides, aprovada el 30 d'octubre de 1987 després de recordar resolucions  269 (1969), 276 (1970), 301 (1971), 432 (1978), 385 (1976), 431 (1978) 435 (1978), 439 (1978), 532 (1983), 539 (1983) i la 566 (1985), el Consell va tornar a condemnar a Sud-àfrica per la seva continuada ocupació "il·legal" d'Àfrica del Sud-oest (Namíbia) i la seva negativa a complir les resolucions anteriors.
La resolució va reafirmar la responsabilitat directa de les Nacions Unides sobre el territori de Namíbia, i va assenyalar que s'han resolt totes les qüestions pendents rellevants per a la Resolució 435 (1978). També va donar la benvinguda a la promesa de la SWAPO de signar i observar un alto el foc amb les Força de Defensa de Sud-àfrica, per tant, el Consell va autoritzar al secretari general Javier Pérez de Cuéllar ar organitzar un alto el foc entre ambdues parts per tal de col·locar el Grup d'Assistència de les Nacions Unides a la Transició a Namíbia.
El Consell també va instar els Estats membres a que ajudessin al Secretari General i al seu personal a aplicar la resolució actual i va demanar al Secretari General que informés el més aviat possible sobre els esdeveniments a la regió.
La resolució 601 va ser aprovada per 14 vots contra cap, amb una abstenció dels Estats Units.